# 普羅特克申 (堪薩斯州)
普羅特克申（英語：Protection）是一個位於美國堪薩斯州科曼奇縣的城市。

## 地方資料
普羅特克申的座標為37°12′05″N 99°29′02″W / 37.20139°N 99.48389°W，而該地的海拔高度為564米（即1850英尺）。根據2010年美國人口普查，該地共人口498人，而該地的面積約為2.40平方千米。